# Pieni Lapinjärvi
Pieni Lapinjärvi är en sjö i kommunen Suonenjoki i landskapet Norra Savolax i Finland. Den är 13,1 meter djup. Arean är 45 hektar och strandlinjen är 5,97 kilometer lång. Sjön  ingår i Vuoksens huvudavrinningsområde.   Den ligger omkring 39 kilometer sydväst om Kuopio och omkring 290 kilometer norr om Helsingfors. 
Pieni Lapinjärvi ligger väster om Iso Lapinjärvi. 